# Мавзолей «Імам-заде» (Барда)
Бардинський мавзолей «Імам-заде» або мечеть Ібрагіма (азерб. Bərdə İmamzadə türbəsi ) — історична релігійна та архітектурна пам'ятка в центрі міста Барда .
Спочатку побудована як гробниця, Імам-заде міста Барди згодом стала місцем для паломництва. До гробниці була прибудована мечеть, таким чином був створений комплекс релігійних пам'яток.

## Історія
Аббасгулу Ага Бакіханов в 1841 році в своєму знаменитому «Гюлістан-й Ірам» згадує:
 Незліченні руїни міст і селищ, розкидані по всьому простору східної частини Кавказького краю… імам-заду трьох нащадків імамів в містах Шамахи, Ганджі та Барді і четвертого їх нащадка в селі Бюльбюль, святий Бібі-Хейбата (Хукейма) — сестри восьмого шиїтського імама Ризи в Баку, могила Суфі-Хаміда в Ширванському Кобистані і багатьох інших сеїдів, шейхів і вчених людей показують, що цей край був завжди місцеперебуванням важливих як в духовному, так і в науковому відношенні людей.
— Аббас-Кули-ага Бакиханов. «Гюлистан-и Ирам» / Академия Наук Азербайджанской ССР, Институт истории. — Баку: Элм, 1991.

Згідно з науковими джерелами, тут похована внучка п'ятого імама джафарінскіх шиїтів Мухаммеда аль-Багіра — шах-заде Ізмаїл. За 7 кілометрів від Барди, в Імам-заде міста Гянджа, був похований Третій син Мухаммеда аль-Бакіра, Ібрагім Іса. В 1861 році мечеть привернула увагу приїхавшого до Барду російського сходознавця  Бориса Дорна. Пізніше він писав: 
 …Там знаходиться стародавня Імамзаде, дата побудови якої невідома. Проте, вона діє як місце поклоніння. Ремонт старої будівлі обійшовся його власнику в 3000 срібних рублів. — Дорн Борис Андреевич Отчет об ученом путешествии по Кавказу и южному берегу Каспийского моря. – 1861 год
Азербайджанський радянський мистецтвознавець Абдул Саламзаде стверджував, що спочатку Імам-заде була лише гробницею. Він пояснював це відсутністю мехраб в інтер'єрі. За словами дослідника, інформація Дорна про ремонтні роботи безпосередньо пов'язана з ремонтом гробниці, адже мечеть була прибудована пізніше, в 1868 році. Мечеть була побудована архітектором Кербалаї Сефіхан Карабагі.
Інформація про будівництво мечеті також наводиться в " Кавказькому календарі " 1886 року: "Мавзолей Імамзаде знаходиться в місті Барда Джаванширського повіту Єлизаветпольської губернії. У 1868 році на могилі була побудована мечеть. "
У 2014—2015 роках Фондом знань при Президентові Азербайджанської Республіки на території комплексу були проведені реставраційні роботи.

## Архітектурні особливості

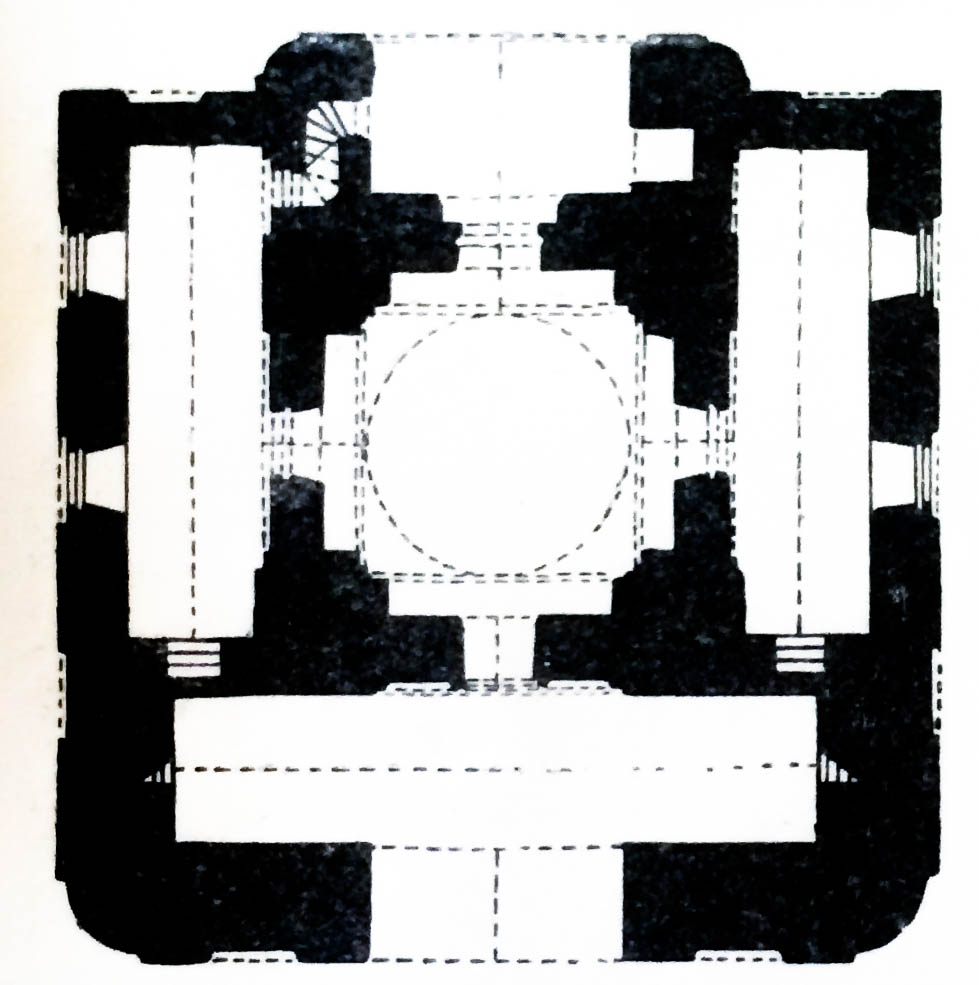
План мавзолею Імам-заде

За словами Абдула Саламзаде, архітектор, який керував будівельними роботами, «зумів створити чудову архітектурну роботу з чотирма мінаретами і цікавим просторовим рішенням». Вважається, що це перша в Азербайджані мечеть з чотирма мінаретами. Що, безсумнівно, говорить про її найвищий статус. Два мінарети — висотою по 15 метрів з оригінальними майданчиками для муедзина, увінчані маленькими куполами, котрі спираються на вісім стовпчиків, а два — по 12 метрів заввишки, не увінчані нічим, немов обрізані.
Мечеть викладена з червоної та рожевої цегли, обидві пари мінаретів мають свій малюнок: у високих — ромбічний, у невисоких — зигзагоподібний. Будівництво мавзолею Імам-заде традиція використання кладки цегли Арранської архітектурної школи була сміливою і успішною. Також при будівництві були застосовані методи, використані для формування різних елементів фасаду, що зустрічаються в архітектурі мавзолею Моміне хатун і мавзолею в Барді .
У мавзолеї Імамзаде є велика підземна частина. Вона за своєю площею рівна наземній частині. Раніше і підземну частину відвідували паломники, але зараз це заборонено, вхід заклали камінням.